# 维莱叙博尼耶尔
维莱叙博尼耶尔（法語：Villers-sur-Bonnières，法語發音：[vilɛʁ syʁ bɔnjɛʁ]）是法国瓦兹省的一个市镇，位于该省西部，属于博韦区。

## 地名
法语词“sur”意为“在……上方”，在地名中常接河名，此时地名按“XXX河畔XXX”译，但此处的“博尼耶尔”（Bonnières）并不是河名，而是临近的一个市镇，“Villers-sur-Bonnières”一名意为“博尼耶尔上方的维莱”。

## 地理
维莱叙博尼耶尔（49°32'18"N, 1°57'56"E）面积4.02 平方千米，位于法国上法蘭西大區瓦兹省，该省份为法国北部内陆省份，北起索姆省，西接厄尔省和滨海塞纳省，南至塞纳-马恩省和瓦兹河谷省，东临埃纳省。
与维莱叙博尼耶尔接壤的市镇（或旧市镇、城区）包括：阿希、博尼耶尔、克里永、泰兰河畔米伊、圣奥梅尔昂绍塞。
维莱叙博尼耶尔的时区为UTC+01:00、UTC+02:00（夏令时）。

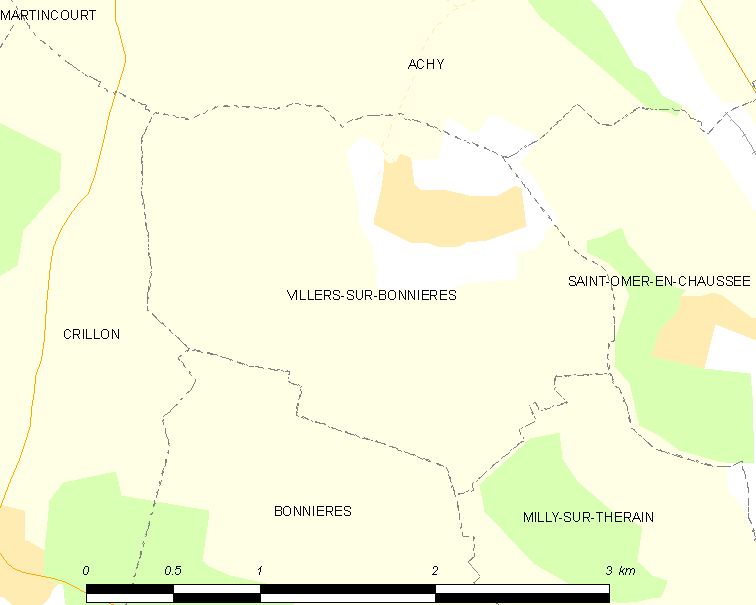
维莱叙博尼耶尔的OSM定位图

## 行政
维莱叙博尼耶尔的邮政编码为60860，INSEE市镇编码为60688。

## 政治
维莱叙博尼耶尔所属的省级选区为格朗维利耶县。

## 人口

1962-2008年间维莱叙博尼耶尔人口变化图示

维莱叙博尼耶尔于2022年1月1日时的人口数量为140人。